# Anna Oxenstierna
Anna Oxenstierna, född 13 juni 1963, är en svensk före detta golfspelare.
Hon var med i de lag som 1981 och 1984 vann junior-EM i laggolf. Oxenstierna blev proffs 1987 och vann tre tävlingar 1989. Den senaste topp-treplaceringen kom 1994. Hon är sondotter till den olympiske guldmedaljören i modern femkamp, Johan Gabriel Oxenstierna.

## Golfkarriär

### Professionell karriär[2]
Segrar (3 st)
- IBM Ladies Open - 1989 (Telia Tour Damer), Haninge, SWE
- Ängsö Ladies Open - 1989 (Telia Tour Damer), Ängsö, SWE
- TEC Players Championship - 1989 (Ladies European Tour), Tytherington, ENG

Andraplatser (2 st)
- WPGET Classic - 1990 (Ladies European Tour), Tytherington, ENG
- Delsjö Ladies Open - 1987 (Telia Tour Damer), Delsjö, SWE

Tredjeplatser (5 st)
- SM Match - 1994 (Telia Tour Damer), Uppsala, SWE
- Swedish International - 1988 (Telia Tour Damer), Hässleholm, SWE
- Kanthal-Höganäs Open - 1988 (Telia Tour Damer), Mölle, SWE
- Höganäs Ladies Open - 1987 (Telia Tour Damer), Mölle, SWE
- IBM Ladies Open - 1986 (Telia Tour Damer), Hulta, SWE

### Amatörkarriär
- juniorlandslaget sedan 1978, Representerade Sverige i JEM i lag 1980-1984, Guld 1981, 1984, Silver 1982, Brons i Lag-EM 1983, 4:a i Lag-VM 1984
- Guld i SISM 1983, Silver i SISM 1982, Silver i JSM 1981
- Vinnare av Pierre Robert Cup i Falsterbo 1981 och 1984 (72-håls elittävling)